# Marcus Twellmann
Marcus Twellmann (* 1972 in Bielefeld) ist ein deutscher Germanist.

## Leben
Von 1992 bis 1997 studierte er Literaturwissenschaft an der Universität Bielefeld und der Université Paris X. 2009 habilitierte er sich in Bonn. Seit 2021 ist er Professor (W3) für Neuere deutsche Literatur in Hamburg.
Seine Forschungsschwerpunkte sind Literatur- und Kulturtheorie, neuere deutsche Literatur im globalen Kontext, Literatur und Natur und reisende Formen.

## Schriften (Auswahl)
- Das Drama der Souveränität. Hugo von Hofmannsthal und Carl Schmitt. München 2004.
- „Ueber die Eide“. Zucht und Kritik im Preußen der Aufklärung. Konstanz 2010.
- Dorfgeschichten. Wie die Welt zur Literatur kommt. Göttingen 2019.